# East Side Digital Records
East Side Digital Records è un'etichetta discografica con sede a Minneapolis, Minnesota. Curata nel 1981 da Rob Simonds (già fondatore della Rykodisc) per l'importo e la distribuzione di dischi provenienti dal Giappone, nel 1982 fu una delle prime venditrici di compact disc.
Successivamente, Ryko Distribution Partners prese in carico la distribuzione dell'etichetta, trasformandola in una casa discografica dedita alla registrazione di nuovo materiale musicale.
La East Side Digital Records è sussidiaria della NorthSide Records, sempre creata da Simonds per pubblicare album del folclore dei paesi nordici.
A causa dell'avvento dello streaming e dei download di musica digitale, l'etichetta offre solo musica della band locale Halloween, Alaska.

## Artisti

### A–F
- Eric Ambel
- Terry Anderson
- Laurie Anderson
- Marc Anderson
- The Barracudas
- The Beacon Hill Billies
- Peter Blegvad
- Blood Oranges
- The Bottle Rockets
- William S. Burroughs
- Dirk Campbell
- Wendy Carlos
- Bruce Cockburn
- Eller Lynch
- Fred Frith

### G–N
- Go to Blazes
- John Giorno
- David Greenberger
- Halloween, Alaska
- Happy the Man
- Henry Cow
- Suzi Katz
- Kit & Coco
- Kevin Kling
- Cheri Knight
- The Liquor Giants
- Bill Lloyd
- Scott McCaughey
- The Minus 5
- Dirk Mont Campbell
- The Morells
- National Health

### P–Z
- The Pandoras
- Glenn Phillips
- Plan 9
- The Residents
- Schramms
- Shakin' Apostles
- Jane Siberry
- The Skeletons
- Snakefinger
- Sneakers
- Spanic Boys
- Speed the Plough
- Chris Stamey
- They Might Be Giants
- Kit Watkins
- Barrence Whitfield e Tom Russell
- Wooden Leg
- The Young Fresh Fellows